# Xã Knox, Quận Clarke, Iowa
Xã Knox (tiếng Anh: Knox Township) là một xã thuộc quận Clarke, tiểu bang Iowa, Hoa Kỳ. Năm 2010, dân số của xã này là 242 người.